# Internetwerbung
Internetwerbung (auch Display Advertising, Displaywerbung oder Onlinewerbung) ist Werbung, die in unterschiedlichen Formen über das Medium Internet verbreitet wird. Sie wird häufig auch fälschlicherweise Online-Marketing genannt, obwohl Internetwerbung viel mehr ein Teilgebiet von Online-Marketing ist.
Die nach Anzahl der Nutzer größten Webseiten für Displaywerbung in Deutschland sind nach der Arbeitsgemeinschaft Online Forschung (AGOF) wetter.com, Kleinanzeigen, Bild.de, Web.de und CHIP. Betrachtet man das digitale Gesamtangebot, zeichnet sich ein ähnliches Bild. Einzig Focus Online verdrängt hier wetter.com aus den fünf Online-Angeboten mit der größten Reichweite. Internationale Plattformen wie Google, YouTube, Facebook oder TikTok weisen ihre Medienreichweite allerdings nicht über die AGOF aus und erzielen nach eigenen Angaben noch deutlich größere Reichweiten.

## Formen
Das Internet und die darin verwendeten Technologien erlauben es, die Benutzer auf eine Vielzahl unterschiedlicher Arten anzusprechen.

### E-Mail-Werbung
Bei der E-Mail-Werbung werden potenzielle und aktuelle Kunden durch Werbebotschaften in E-Mails angesprochen und können durch den Klick auf einen Link zur Webpräsenz des werbenden Unternehmens geleitet werden. In der Regel sind solche Links angeschlossen an Auswertungssoftware, die Klicks zählt und so eine Auswertung der erfolgten Kundenkontakte ermöglicht.
Die Werbung kann entweder als in den Text eingebundene Kleinanzeige erscheinen, in E-Mails im HTML-Format auch als Werbebanner, oder auch alleiniger Inhalt einer E-Mail sein. Letzteres ist nicht nur weit verbreitet in Form sogenannter Paidmail-Services oder Mailtauschdienste, bei denen sich Verbraucher bewusst eintragen, um Werbebotschaften gegen irgendeine Form von Vergütung (in Geld oder Punkten, um wiederum selbst Werbung an andere Mitglieder versenden zu können), sondern insbesondere auch als „Unsolicited Commercial Email – UCE“ oder „Unsolicited Bulk Email – UBE“, der unerwünschten E-Mail-Werbung.
Die E-Mail-Werbung kann auch in einem Newsletter mitgesendet werden, und zwar von Händlern für Händler (B2B) oder von Händlern an Kunden (B2C). Sogenannte „Newsletter-Marktplätze“ oder „Newsletter-Börsen“ bieten diesen B2B-Service, indem Newsletterversender und Werbetreibende vermittelt werden.

### Bannerwerbung
Als Bannerwerbung wird die Anzeige von grafischen Elementen (Bannern) mit einer Werbebotschaft verstanden, die dem Verbraucher auf verschiedene Weise kommuniziert werden kann. Bei der Bannerwerbung wird, in der Regel durch einen Adserver, der Erfolg in Adimpressions (Anzahl der Einblendungen) und AdClicks (Anzahl der Klicks) gemessen. Ein weiteres Kriterium für die Preisgestaltung ist die Kontaktdauer eines Betrachters mit der Anzeige.
Die Bannerwerbung erfolgt bei kleineren Webseiten zumeist im Rahmen sogenannter Partnerprogramme. Diese Partnerprogramme werden von Affiliate-Netzwerken angeboten. Private Websites nehmen häufig an Bannertausch-Netzwerken teil, um sich gegenseitig Besucher weiterzuleiten.

#### Eingebundene Werbebanner
Die am weitesten verbreitete Art der Bannerwerbung ist die Einbindung eines Werbebanners innerhalb einer Internetseite. Durch die Überschwemmung vieler Internetseiten mit Werbebannern ist bei den Verbrauchern ein Gewöhnungseffekt eingetreten, so dass sie dazu neigen, Werbebanner nicht mehr zu bemerken („Bannerblindheit“).
- Skyscraper (bedeutet ‚Wolkenkratzer‘) sind Banner, die besonders hoch sind und deshalb meist links oder rechts am Rande der Website angebracht sind. Diese sind dann auch beim Scrollen der Website zumindest noch teilweise zu sehen. Manche Vermarkter bieten auch Formate an, die an der Seite „mitwandern“ und so permanent im Blick des Nutzers bleiben.
- Content Ad ist Werbung im redaktionellen Bereich einer Website, die möglichst gut mit dem eigentlichen Inhalt (englisch Content) der Website verschwimmt. Die Folge ist, dass der eine oder andere Besucher erst nachträglich merkt, dass er Werbung statt Inhalt der Website gelesen hat.
- Rectangle (bedeutet ‚Rechteck‘) ist vergleichbar mit Inselanzeigen im Printbereich. Rectangles werden direkt im redaktionellen Umfeld der Websites platziert. Dadurch wird eine starke Aufmerksamkeit für die Werbebotschaft beim Nutzer und gute Responseraten für den Werbekunden erreicht. Das Rectangle eignet sich gut für Markenführungskampagnen. Ein weiterer Vorteil ist das spezifische, rechteckige Format, das viel Raum für Kreativität bietet.

#### Pop-up- oder Pop-under-Werbung
Auffälliger ist die Verwendung sogenannter Pop-up oder Pop-under, da hier zusätzlich zur betrachteten Seite ein weiteres Browserfenster geöffnet wird, welches ausschließlich die Werbung enthält. Das Pop-up erscheint dabei unmittelbar und überlagert die Hauptseite, während das Pop-under im Hintergrund geöffnet wird und der Nutzer es erst bemerkt, wenn er das Hauptfenster des Browsers schließt. Durch die zunehmende Verbreitung sogenannter Pop-up-Blocker können dadurch jedoch zunehmend weniger Verbraucher erreicht werden.
Eine neuere Form der Pop-ups sind sogenannte Layer Ads, die unter Zuhilfenahme von JavaScript den eigentlichen Inhalt verdecken, um so die Aufmerksamkeit des Benutzers zu erzwingen. Dabei wird jedoch kein neues Browserfenster geöffnet, und Pop-up-Blocker damit umgangen. Experimentelle Studien attestieren dieser Form jedoch eine relativ geringe Effizienz im Gegensatz zum herkömmlichen Banner. Durch Zusatzprogramme und andere technische Methoden kann auch die Anzeige von Layer Ads unterbunden werden.

#### Besondere Werbeformate
Um dem steigenden Gewöhnungseffekt zu begegnen, der den Erfolg von Bannerwerbung nachteilig beeinflusst, werden neue Methoden genutzt, um den Nutzer auf Werbung aufmerksam zu machen. Dazu zählen beispielsweise aufwendige Animationen der Werbebanner, früher oft durch Flash-Technik, oder besondere Platzierungsmethoden unter Verwendung von JavaScript, wie z. B. das Überlagern des übrigen Seiteninhalts mit einem Werbebanner, sich über den Bildschirm bewegende Werbebanner oder das Verschmelzen mit Videoinhalten.

#### Verbal Placement
Eine weitere Form der Online-Werbung ist das sogenannte Verbal Placement. Hierbei wird bewusst vom Autor eines Blogeintrags ein Link inmitten eines Absatzes bzw. Artikels platziert und von Sprachebene und Satzbau an die Zielgruppe angepasst.
Textbeispiel: „Zum Ausbau des Schalthebels benötigen Sie einen 10-mm-Schlüssel. Glücklicherweise gibt es im Internet zahlreiche Preisvergleichsseiten, bei denen Sie die günstigsten Angebote vergleichen können. Bei den variierenden Preisen auf dem Werkzeugmarkt kann man dort sicher ein Schnäppchen machen. Öffnen Sie nun die Abdeckung des Gehäuses und …“
Hierbei führt ein Klick auf das Wort Preisvergleichsseiten auf die Seite des Werbenden (in diesem Fall auf die Seite einer Preissuchmaschine).

### Targeting
Unter Targeting versteht man eine Internet-Werbeform, bei der es darum geht, Werbeeinblendungen themenrelevant am Inhalt von Zielseiten auszurichten oder bestimmten Zielgruppen direkt anzusprechen. Dabei wird zwischen Content-Targeting, semantischem Targeting, Behavioral-Targeting, Retargeting, Geotargeting, Social-Media-Targeting und Search Intent Targeting unterschieden.

### Suchmaschinenmarketing
Mit Suchmaschinenmarketing (abgekürzt SEM für englisch „Search Engine Marketing“) bezeichnet man Maßnahmen, die gezielt die Auffindbarkeit einer Webpräsenz auf den Ergebnisseiten von Suchmaschinen steigern. Suchmaschinenmarketing umfasst Suchmaschinenwerbung (SEA für englisch „Search Engine Advertising“) und Suchmaschinenoptimierung (SEO für „Search Engine Optimization“). Als Ergänzung zum Suchergebnis werden zusätzlich zu den eigentlichen Suchergebnissen buchbare Text-Annoncen eingeblendet. Suchmaschinenwerbung ist entsprechend gekennzeichnet und hervorgehoben durch gestalterische Elemente wie eine Hintergrundfarbe. SEA-Systeme werden von Google („Google Ads“), Microsoft Network („Bing Ads“) und Yahoo („Yahoo Search Marketing“) eingesetzt.

### Pixel
Diese Werbevariante zeichnet sich dadurch aus, dass die Werbefläche nicht für einen einzelnen Werbeträger, sondern für theoretisch beliebig viele zur Verfügung steht, solange genügend Platz vorhanden ist. In der Regel werden dabei Flächen in Blockgrößen zu Festpreisen verkauft. Auf diesen Bereichen können dann kleine Bildchen eingeblendet werden, die mit einem Link versehen sind.

### Interstitials
Interstitials sind Werbeinhalte, die beim Wechseln einer Seite während des Besuchs einer Website als Unterbrechung eingeblendet werden. Die Werbung wird dabei vor dem Aufbau der eigentlichen Seite eingeblendet und gibt nach festgelegter Zeit die gewünschte Seite frei.

### Prestitials
Ein Prestitial ist eine ganzseitige Werbung, die der eigentlichen Seite vorgeschaltet ist. Nach Ablauf einer bestimmten Zeit oder durch Klick auf einen entsprechenden Link wird der Besucher automatisch auf die gewünschte Seite weitergeleitet.

### In-Text-Werbung
Bei In-Text-Werbung handelt es sich um eine spezielle Form von Online-Marketing, die direkt in den Content (Fließtext einer Website) integriert wird. Hierzu werden vom jeweiligen Anbieter einzelne Keywords (Schlüsselwörter wie zum Beispiel Software, Computerspiele etc.) im Content einer Website (automatisch) mit speziellen Links versehen. Diese unterscheiden sich optisch in der Regel durch eine doppelte Unterstreichung von regulären Links. Im Vergleich zu anderen Werbeformen wird diese erst durch eine aktive Nutzung des Internetnutzers sichtbar, indem dieser mit seiner Maus über einen In-Text-Link fährt. Daraufhin öffnet sich ein kleines Fenster, welches entweder reine Text-Informationen, Bilder oder auch Videos enthalten kann.

### Mapvertising
Beim Mapvertising wird Werbung auf einer Online-Landkarte geschaltet, die meist auf die räumlichen Ergebnisse zugeschnitten ist.

### Site Branding
Unter Site Branding versteht man das Verändern des Erscheinungsbildes einer Website dahingehend, dass diese eindeutig einem Produkt oder einer Firma zugeordnet werden kann, der Nutzer somit automatisch und unausweichlich an diese(s) erinnert wird.

### Websponsoring
Eine Form der Internetwerbung ist das Websponsoring beziehungsweise Onlinesponsoring, bei der ein Sponsor ein von ihm unabhängiges, meist unentgeltliches Internetprojekt finanziell unterstützt. Als Gegenleistung werden auf der unterstützten Website Werbebanner oder das Logo des Sponsors eingeblendet.

### Internetradiowerbung
Internetradiowerbung ist vergleichbar mit klassischer Radiowerbung. Der Unterschied besteht jedoch darin, dass die Hörerzahlen genau abgerechnet werden können und im Gegensatz zum terrestrischen Rundfunk nicht auf Schätzungen oder Hochrechnungen basieren. Dies erlaubt eine präzisere Mediaplanung und bessere Ausschöpfung des Budgets. Im Bereich der Internetradiovermarktung gibt es bereits einige Geschäftsansätze, jedoch ist der Markt noch nicht vollständig erschlossen. Das Problem ist, dass ein Großteil der Sender eine zu geringe Reichweite besitzt, um in der Einzelvermarktung erfolgreich zu sein. Einige Firmen kompensieren dieses Problem, indem sie viele Radios bündeln, gemeinsam vermarkten und somit die Reichweite erhöhen.

### Virales Marketing und Social Media Marketing
Beim viralen Marketing ist eine Marketingform, die soziale Netzwerke und Medien nutzt, um mit einer meist ungewöhnlichen oder hintergründigen Nachricht auf eine Marke, ein Produkt oder eine Kampagne aufmerksam zu machen.
Die Nutzung von sozialen Netzwerken im Marketing wird auch als Social Media Marketing bezeichnet. Hierzu gehören unter anderem das Verbessern der Social-Media-Präsenz für Werbezwecke (Social Media Optimization), das Auswerten und Sammeln von werbe-relevanten Informationen über Nutzer in sozialen Netzwerken (Social Media Intelligence) und ein Empfehlungsmarketing durch Nutzer, die werberelevante Inhalte in sozialen Netzwerk teilen und damit neue Kunden anwerben.

### Influencer-Marketing
Beim Influencer-Marketing binden Werbetreibende gezielt Meinungsmacher (Influencer) und damit Personen mit Ansehen, Einfluss und Reichweite in ihre Markenkommunikation ein. Dies geschieht häufig in sozialen Netzwerken und auf Videoplattformen. Hier wird auch mit Produktplatzierungen gearbeitet, um auf Produkte bzw. Dienstleistungen aufmerksam zu machen und dabei authentischer als in der klassischen Werbung zu wirken.

## Verbreitung und Akzeptanz
Der Online-Werbemarkt grafischer Natur ist in Deutschland von 2006 auf 2007 um 103 Prozent auf 976 Millionen Euro gestiegen. Der Online-Werbemarkt der USA ist von 2005 auf 2006 um 35 Prozent auf 16,9 Milliarden US-Dollar gestiegen. Im Jahr 2010 stiegen die Brutto-Werbeausgaben (Umsatz vor Abzug von Rabatten und anderen Nachlässen) alleine in Deutschland auf 5,357 Milliarden Euro. Werbeausgaben für Social Media sind in dieser Messung noch nicht berücksichtigt. Die tatsächlichen Nettowerbeausgaben für Onlinewerbung waren im Jahr 2010 mit 861 Millionen Euro allerdings deutlich geringer. Onlinewerbung stellte damit weit nach TV, Zeitungen und anderen Werbeträgern die siebtgrößte Mediengattung dar. Im Jahr 2017 betrug der Nettowerbeumsatz auf dem Digitalen Werbemarkt durch die Zusammenführung der Umsatzzahlen von klassischer Display-Werbung und Mobile Werbung rund 1,9 Milliarden Euro. Im Nettowerbekuchen machen digitale Werbemaßnahmen mit 29,9 Prozent den größten Anteil aus, so dass Werbung im Internet erstmals an der Spitze im Mediamix vor TV, Print und Radio steht. Der Online-Werbemarkt in der Schweiz wird von Google dominiert. Es wird geschätzt, dass rund drei Viertel der Online-Werbeausgaben zu Google fließen.
Der Vorteil von Internetwerbung liegt darin, dass die Reaktion der angesprochenen Verbraucher über die Klickrate, die Conversion-Rate oder Page Impressions unmittelbar gemessen werden kann. Diese Messbarkeit zeichnet Internetwerbung gegenüber Werbung im klassischen Stil aus. Dadurch lassen sich Streuverluste wesentlich besser minimieren als in anderen Werbeformaten. Dies gilt insbesondere für Internetwerbung, die Pay per Click abgerechnet wird: Hier zahlt der Kunde nur für Klicks, also nur, wenn der Interessent tatsächlich auf die Webseite geleitet wird. Außerdem funktioniert eine zielgruppengerichtete Werbung durch ein bestimmtes Targeting.
Internetwerbung in den oben beschriebenen Formen wird jedoch zunehmend als lästig und aufdringlich empfunden. Daher haben sich viele Adblocklösungen etabliert, die mit verschiedenen Filtertechniken versuchen, das Anzeigen der Werbung zu verhindern. Gegen unerwünschte E-Mail-Werbung können sowohl vom Endnutzer als auch vom Mailserverbetreiber u. a. Spamfilter eingesetzt werden (siehe hierzu auch Gegenmaßnahmen zu Spam). Um das Anzeigen von Werbung auf Internetseiten (egal in welcher Form) zu unterbinden, ist es möglich, Contentfilter einzusetzen, welche z. B. als Erweiterung für verschiedene Webbrowser zur Verfügung stehen.
Nach einer repräsentativen Umfrage des TNS Emnid Instituts im Auftrag von Mediaedge:cia ist bei Internetnutzern der Skyscraper die beliebteste Form der Werbung (32 %), gefolgt vom Bigsize-Banner (31 %). Pop-ups werden von 60 % der Nutzer abgelehnt und von 11 % positiv gewertet. Nur ein Prozent klickt Pop-ups an. Video-Strips mit bewegten Bildern in Skyscrapern oder Bigsize-Bannern werden von 3 bis 8 % der Nutzer angeklickt und breiten sich danach über die ganze Webseite aus. 40 % der Internetnutzer fühlen sich durch Internetwerbung gestört, und mehr als 34 % akzeptieren Werbung zur Finanzierung einer Webseite. 20 % der Befragten wurden durch Werbung auf interessante Angebote aufmerksam gemacht, wobei Frauen (15 %) durch Internetwerbung weniger als Männer (23 %) angesprochen werden.
Ergebnisse einer experimentellen Studie bestätigen die ambivalente Wirkung insbesondere von Layer-Ads, die einerseits eine hohe Erinnerungswirkung bzgl. der Details der Werbebotschaft erzielen, anderseits aber von den Nutzern als deutlich störender empfunden werden als klassische Bannerwerbung.
Die Financial Times experimentiert als erstes größeres Medium mit der Kontaktdauer der Leser auf der Seite mit den Anzeigen. Seit Sommer 2014 bietet sie Anzeigenkunden neben herkömmlichen Abrufkontingenten auch Zeitkontingente an. Gemessen wird die reale Nutzerzeit mit dem Werkzeug Chartbeat das feststellt, ob ein Browserfenster im Vordergrund liegt und anhand der Nutzereingaben versucht, Aufmerksamkeit zu erkennen. Seit dem 4. Quartal 2014 werden Anzeigen nach diesem Modell in die Standard-Vermarktung einbezogen.

## Kostenlose Internetwerbung
Im Internet gibt es diverse Dienste, die es ermöglichen, ein Webprojekt kostenlos zu bewerben. Dabei stehen je nach Dienst verschiedene Werbemethoden zur Verfügung, unter anderem Mailtausch (E-Mail-Werbung), Bannertausch (Werbebannerwerbung), Textlinktausch (Austausch von HTML-Textlinks) und Besuchertausch.